# فينتشنزو مارتشيزي
فينتشنزو مارتشيزي (بالإيطالية: Vincenzo Marchese)‏ هو لاعب كرة قدم إيطالي في مركز الوسط، ولد في 19 مايو 1983 في بوبلينغين في ألمانيا. لعب مع إس إس في أولم 1846 وشتوتغارت كيكرز.

## وصلات خارجية
- فينتشنزو مارتشيزي على موقع قاعدة بيانات كرة القدم.إي يو (الإنجليزية)
- فينتشنزو مارتشيزي على موقع بيانات كرة القدم. دي إي (الألمانية)
- فينتشنزو مارتشيزي على موقع Soccerway.com (الإنجليزية)
- فينتشنزو مارتشيزي على موقع عالم كرة القدم.نت (الإنجليزية)